# Орлово (Никольский район)
Орлово — деревня в Никольском районе Вологодской области.
Входит в состав Вахневского сельского поселения, с точки зрения административно-территориального деления — в Лобовский сельсовет.
Расстояние до районного центра Никольска по автодороге — 58 км, до центра муниципального образования Вахнево по прямой — 16 км. Ближайшие населённые пункты — Малиновка, Осиновая Гарь, Половина.
По переписи 2002 года население — 35 человек (16 мужчин, 19 женщин). Всё население — русские.